# Inge Marßolek
Inge Marßolek, auch Inge Marszolek oder Inge Marssolek (* 16. April 1947 in Hemer; † 12. August 2016 in Bremen), war eine deutsche Zeit- und Kulturhistorikerin und Professorin am Institut für Kulturwissenschaft der Universität Bremen.

## Leben
Marßolek studierte Geschichte und Romanistik an der Ruhr-Universität Bochum und in Berlin. Nach einigen Jahren im Schuldienst wurde sie 1980 an der Technischen Universität Berlin promoviert und habilitierte sich 1994 an der Universität Hannover. Bis 2012 lehrte sie an der Universität Bremen in den Fächern Geschichte und Kulturwissenschaften. In den Jahren 1999/2000 war sie Fellow am International Institute for Holocaust Research der Gedenkstätte Yad Vashem in Jerusalem und 2002 Visiting Professor am Koebner Institute der Hebrew University ebenfalls in Jerusalem.
Marßolek war Vorsitzende der wissenschaftlichen Fachkommission der Abteilung Gedenkstättenförderung Niedersachsen der Stiftung niedersächsische Gedenkstätten, Mitglied zahlreicher Beiräte und Expertenkommissionen und des Zentrums Medien, Kommunikation, Information (ZeMKI) der Universität Bremen. Zudem war sie Mitherausgeberin der Fachzeitschrift WerkstattGeschichte. Ihre Forschungsschwerpunkte waren die Alltagsgeschichte insbesondere des Nationalsozialismus und der frühen Nachkriegszeit, die Geschichte der Sozialen Bewegungen, Mediengeschichte, Visual History und Sound History.

## Veröffentlichungen (Auswahl)
- Arbeiterbewegung nach dem Krieg (1945–1948). Am Beispiel Remscheid, Solingen, Wuppertal. Campus, Frankfurt am Main/New York 1983, ISBN 3-593-33101-2 (Dissertation, TU Berlin 1980).
- Mit René Ott, Peter Brandt: Bremen im „Dritten Reich“. Anpassung, Widerstand, Verfolgung. Schünemann, Bremen 1986, ISBN 3-7961-1765-1.
- (Hrsg.): 100 Jahre Zukunft. Zur Geschichte des 1. Mai. Büchergilde Gutenberg, Frankfurt am Main u. a. 1990, ISBN 3-7632-3729-1.
- Die Denunziantin. Helene Schwärzel 1944–47. Edition Temmen, Bremen 1993, ISBN 3-86108-215-2.
- Mit Heinrich Potthoff (Hrsg.): Durchbruch zum modernen Deutschland? Die Sozialdemokratie in der Regierungsverantwortung 1966–1982. Klartext, Essen 1995, ISBN 3-88474-253-1.
- Mit Günter Jerouschek und Hedwig Röckelein (Hrsg.): Denunziation. Historische, juristische und psychologische Aspekte (= Forum Psychohistorie, Band 7). Edition diskord, Tübingen 1997, ISBN 3-89295-616-2.
- Mit Adelheid von Saldern (Hrsg.): Radio im Nationalsozialismus. Zwischen Lenkung und Ablenkung.  Unter Mitarbeit von Daniela Münkel, Monika Pater und Uta C. Schmidt (= Zuhören und Gehörtwerden. Band 1), Edition Discord, Tübingen 1998, ISBN 3-89295-638-3.
- Mit Adelheid von Saldern (Hrsg.): Radiozeiten. Herrschaft, Alltag, Gesellschaft (1924–1960) (= Veröffentlichungen des Deutschen Rundfunkarchivs, Band 25). Verlag für Berlin-Brandenburg, Potsdam 1999, ISBN 3-932981-44-8.
- Mit Marc Buggeln: Bunker. Kriegsort, Zuflucht, Erinnerungsraum. Campus, Frankfurt am Main 2008, ISBN 978-3-593-38603-4.
- Mit Stefan Mörchen (Hrsg.): Museum und Zeitzeugenschaft [Thementeil]. In: WerkstattGeschichte 62 (2013) (hier Volltext online PDF, 1,5 MB).